# Hiéroglyphe égyptien S21
Pour les articles homonymes, voir Anneau.
L'anneau, en hiéroglyphes égyptiens, est classifié dans la section S « Couronnes, vêtements, sceptres, etc. » de la liste de Gardiner ; il y est noté S21.

## Représentation
Il représente un anneau ; une bague ou un bracelet. Il est translittéré wsḫ.

## Utilisation
| S21 |

| S21 |

| a · a | S21 |

| a · a | S21 |